# Lukas Avendaño

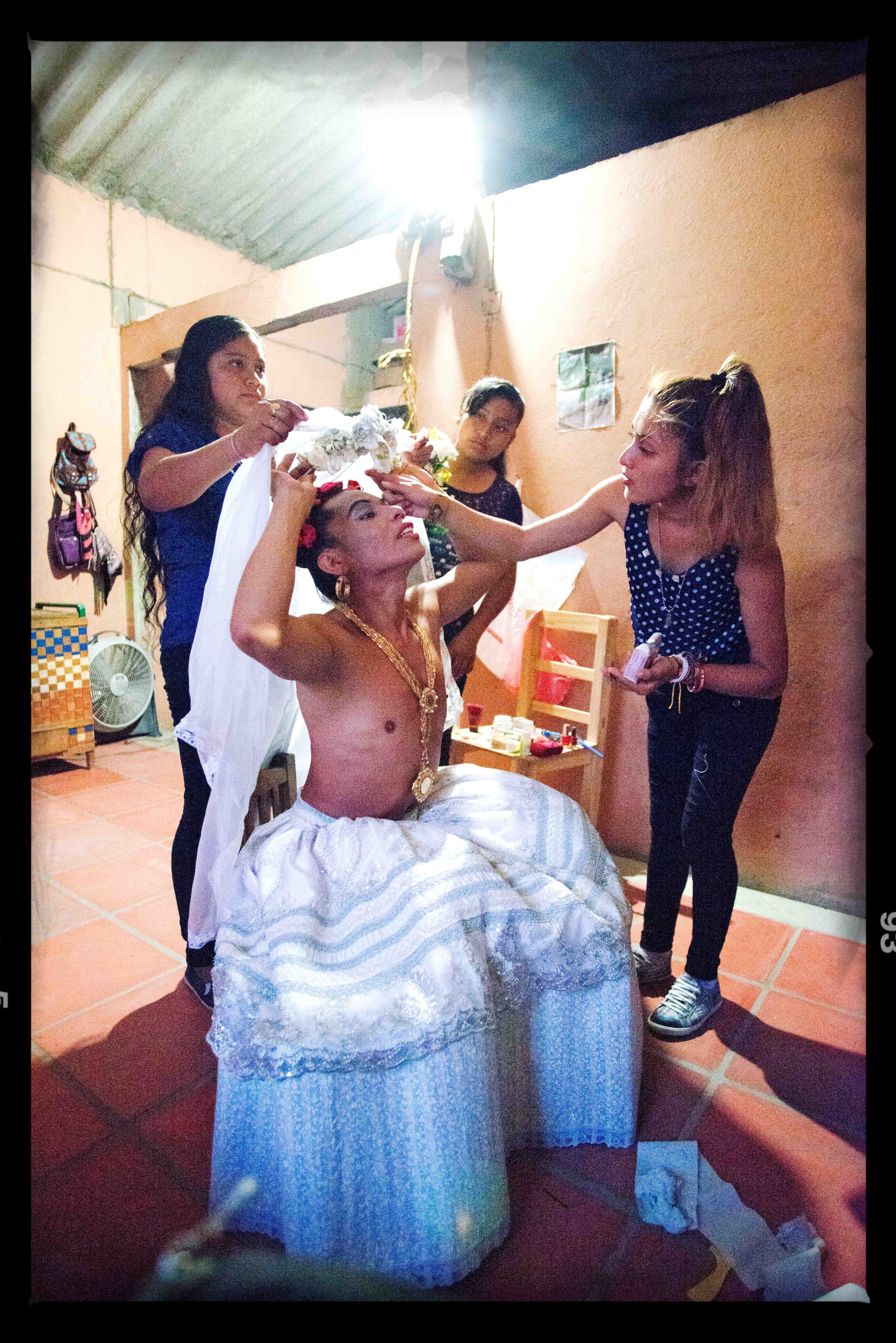
Stefanie Graul

Lukas Avendaño (geboren 1977 in Tehuantepec, Bundesstaat Oaxaca, Mexiko) ist ein mexikanischer Performancekünstler, Schauspieler, Tänzer und Dichter, der durch seine Auftritte auch international bekannt wurde.
Er gehört der indigenen Ethnie der isthmischen Zapoteken (Binnizá) an. Eine Besonderheit dieses Volkes ist das Bestehen einer institutionalisierten Homosexualität. Die Binnizá haben demnach drei soziale Geschlechter: Frauen, effeminierte Männer/Muxe' (sprich Musche) und männliche Männer. Avendaño gehört der sozial integrierten Minderheit dieser Muxe' an und thematisiert in seinen Performances ihre Situation: Die Muxe' unterstützen beispielsweise die Mutter bei der Haushaltsführung und sind oft Geliebte der meist verheirateten männlichen Männer (hombres/varones). In den ethnizistischen Diskurs seiner Performances integriert er nationalistisch-mexikanische Elemente sowie Fragestellungen moderner Homosexualität westlicher Prägung, sodass ein interessantes Hybrid entsteht.

## Beruflicher Werdegang
Avendaño studierte Anthropologie bis zur Licienciatura (2010) in der Stadt Veracruz, Hauptstadt des gleichnamigen mexikanischen Bundesstaates. Gleichzeitig begann er, sich mit modernem und folkloristischem Tanz zu beschäftigen und ließ sich zehn Jahre als Tänzer ausbilden. Neben seiner künstlerischen Tätigkeit unterrichtet er Tanz und war Kultur-Attaché seiner Heimatstadt.
Internationale Engagements:
- 2012 Festival de Danza Mov. Continuo, Bogotá, Kolumbien; Centro Cultural Ricardo Rojas, Buenos Aires, Argentinien; Festival Arizona Between Nosotros, Nogales, Mexiko; International Festival of Live Networked Performance, Tucson-Phoenix, Arizona, USA
- 2013 Mak Center for Art and Architecture at the Schindler House, Los Angeles, USA
- 2015 Men in Dance Festival, New Danza Horizons, Regina, SK., Kanada
- 2016 Endstation Sehnsucht Festival der Münchner Kammerspiele, Deutschland; Facultad de Artes ASAB, Universidad Distrital Francisco José de Caldas, Bogotá, Kolumbien; Mason Chapel San Francisco, Kalifornien, USA; Cultural Center La Peña, Berkeley, USA;
- 2017 Centro Nacional de las Artes, Mexiko; Zürcher Theater Spektakel Zürich, Schweiz; Sala Hiroshima, Barcelona, Spanien; Side Show Freaks & Circus Injuns, Chocolate Woman Collective, Toronto, Kanada; Kampnagel, Hamburg, Deutschland; Museo de Antioquia, Medellín, Kolumbien
- 2018 Theater Casa Blanca, Universität San Francisco, Quito, Ecuador

## Performances
Sein Portfolio umfasst bis jetzt acht Performances; ein weiteres Stück ist in Arbeit.
- Der Hof (El Corral) 2001
- Madame Gabia 2005
- Der siebte Tag (Séptimo Día)
- Wind des Südens (Viento del Sur) 2010
- Wachsender Raum (Cuarto creciente) 2010
- Requiem für einen Alcaraván (Requiem para un Alcaraván) 2012
- Ich bin nicht Mensch, sondern Schmetterling (No soy Hombre, soy Mariposa) 2014
- Homine 2015

## Rezeption in den Medien (Auswahl)
"In seiner Performance No soy Persona, soy Mariposa (deutsch Ich bin keine Person, ich bin Schmetterling) deutet der Performer und Anthropologe Lukas Avendaño das Wort 'Schmetterling' in seinem ganzen Bedeutungsreichtum aus. In Mexiko mit Homosexualität und queeren Lebensentwürfen konnotiert, schafft der Begriff 'Mariposa' laut Avendaño eine Grenze 'zwischen uns, die wir uns offen als Schmetterlinge bekennen', und denen, die das nicht tun. Es gehört aber auch zu den Eigenschaften dieses Lebewesens, über geografische und vielleicht auch soziale oder politische Demarkationslinien hinwegfliegen zu können. In No soy Persona, soy Mariposa wird Lukas Avendaño zum Exhibitionisten, zeigt seinen Körper, die Chiffren des Begehrens – immer getragen von dem Wunsch, seine Betrachter einzubinden und sie zu Komplizen, Geliebten und/oder zu Voyeuren einer (sic) Spielhandlungen zu machen."
In dem Artikel Das dritte Geschlecht der Binnizá zwischen Globalisierung und Ethnizität – Hybride Identitäten? erwähnt die Fotografin Stefanie Graul, die im Fach postcolonial und gender studies über die Geschlechterbeziehungen der Binnizá promoviert hat, Avendaño folgendermaßen: "Lukas Avendaño stellt in seinen Performances beispielsweise in weiblicher Tracht, aber mit entblößtem männlichem Oberkörper, die androgyne Schönheit des Muxe‘tums dar. Zudem kritisiert er mithilfe der Metapher des 'Berelele' – eines zähmbaren Wildvogels, der in Gefangenschaft stirbt, wenn er allein gehalten wird –, die Praxis, dass Muxe‘ keine dauerhaften Partnerschaften führen dürfen." In der Performance Requiem für einen Alcaraván thematisiert der Künstler also die Sehnsucht der Muxe' nach einer festen Partnerschaft bzw. einem Ehemann (marido). Angetan mit der traditionellen Tracht der isthmischen Frauen, die über Frida Kahlo auch im Westen bekannt wurde, inkorporiert er die typischen Lebensstationen der falscherweise als matriarchal bezeichneten Frauen am Isthmus und übt als männliche Braut Kritik an den restriktiven Geschlechternormen seiner Gesellschaft.
Das kalifornische La Peña cultural Centre schreibt hierzu: „His cross-dressing performance interweaves ritual dances with autobiographical passages and actions that involve audience members, in order to challenge the widely held view of a gay-friendly indigenous culture and point towards the existence of lives that negotiate pain and loneliness with self-affirming pride.“